# Марьоль
Марьо́ль (фр. Mariol) — коммуна во Франции, находится в регионе Овернь. Департамент коммуны — Алье. Входит в состав кантона Южный Кюссе. Округ коммуны — Виши.
Код INSEE коммуны — 03163.

## Население
Население коммуны на 2008 год составляло 769 человек.
| 1962 | 1968 | 1975 | 1982 | 1990 | 1999 | 2008 |
| ---- | ---- | ---- | ---- | ---- | ---- | ---- |
| 502  | 527  | 514  | 629  | 714  | 659  | 769  |

## Экономика
В 2007 году среди 521 человека в трудоспособном возрасте (15—64 лет) 385 были экономически активными, 136 — неактивными (показатель активности — 73,9 %, в 1999 году было 72,6 %). Из 385 активных работали 335 человек (193 мужчины и 142 женщины), безработных было 50 (20 мужчин и 30 женщин). Среди 136 неактивных 33 человека были учениками или студентами, 39 — пенсионерами, 64 были неактивными по другим причинам.